# Boudewijn II van Boulogne
Boudewijn II van Boulogne (ca. 975 - 1033) was een zoon van graaf Arnulf III van Boulogne.
In 990 volgde Boudewijn zijn vader op als graaf van Boulogne, Saint-Pôl, Guînes, Lens en lekenabt van de abdij van Sint-Bertinus. Boudewijn trouwde met Adelheid van Holland. Hij maakte gebruik van de minderjarigheid van Boudewijn IV van Vlaanderen om een onafhankelijke positie te verwerven, wat later resulteerde in een voortdurende vijandschap tussen de twee Boudewijns. In 1017 vochten Boudewijn en zijn broer Arnulf tegen Vlaanderen, waarbij Arnulf werd gedood. Boudewijn werd in 1033 gedood door Engelram I van Ponthieu die door Boudewijn was beledigd. Engelram trouwde vervolgens met Adelheid.
Boudewijn en Adelheid waren ouders van Eustaas I van Boulogne.

## Voorouders
| Voorouders van Boudewijn II van Boulogne | Voorouders van Boudewijn II van Boulogne  | Voorouders van Boudewijn II van Boulogne  | Voorouders van Boudewijn II van Boulogne  | Voorouders van Boudewijn II van Boulogne  |
| ---------------------------------------- | ----------------------------------------- | ----------------------------------------- | ----------------------------------------- | ----------------------------------------- |
| Overgrootouders                          | Adalolf I van Boulogne (±880-933) ∞ ? (-) | ? (-) ∞ ? (–)                             | ? (-) ∞ ? (–)                             | ? (-) ∞ ? (–)                             |
| Grootouders                              | Arnulf II van Boulogne (-971) ∞ ? (-)     | Arnulf II van Boulogne (-971) ∞ ? (-)     | ? (-) ∞ ? (–)                             | ? (-) ∞ ? (–)                             |
| Ouders                                   | Arnulf III van Boulogne (940-990) ∞ ? (-) | Arnulf III van Boulogne (940-990) ∞ ? (-) | Arnulf III van Boulogne (940-990) ∞ ? (-) | Arnulf III van Boulogne (940-990) ∞ ? (-) |
| Boudewijn II van Boulogne (975-1033)     |                                           |                                           |                                           |                                           |